# Zwischen Zürich und zu Haus
Zwischen Zürich und zu Haus ist ein Livealbum des deutschen Liedermachers Reinhard Mey und erschien am 21. September 1995 bei Intercord.

## Inhalt
Das Album entstand während Reinhard Meys Tournee zu seinem Album Immer weiter 1994. Die Aufnahme dazu stammt von einem Auftritt Meys in Freiburg im Breisgau.
Der Liedermacher trug dort einige altbekannte Stücke vor, wie Musikanten sind in der Stadt, Der Mörder ist immer der Gärtner oder Wie ein Baum, den man fällt, aber auch Lieder seiner vorigen CD, wie Ich liebe meine Küche, Vernunft breitet sich aus über die Bundesrepublik Deutschland oder Meine Freundin, meine Frau.
Er trug auch sein wohl bekanntestes Lied Über den Wolken vor, obwohl er sich angeblich vorgenommen hatte, dieses Lied erst wieder bei der 2000er-Tournee zu singen.
Als Zugaben sang Reinhard Mey sein Lied Ohne Dich, welches 1996 als Studioversion auf seinem Album Leuchtfeuer offiziell erschien und Das kleine Mädchen von 1990, wobei ihn sein Produzent und Arrangeur Manfred Leuchter am Klavier begleitete.

## Titelliste
CD 1:
1. Musikanten sind in der Stadt – 7:22
2. Ich liebe meine Küche – 4:51
3. Der Mörder ist immer der Gärtner – 6:25
4. Hasengebet – 4:45
5. Die Würde des Schweins ist unantastbar – 4:54
6. Nein, meine Söhne geb' ich nicht – 7:23
7. Vernunft breitet sich aus über die Bundesrepublik Deutschland – 8:16
8. Frieden – 5:15
9. Ich möchte! – 5:52
10. Wie ein Baum, den man fällt – 4:46
11. Maikäfer fliege – 5:11
12. Willkommen an Bord – 8:20

CD 2:
1. Ein Stück Musik von Hand gemacht – 4:10
2. Du bist ein Riese, Max – 6:35
3. Der unendliche Tango der deutschen Rechtschreibung – 4:18
4. 51er Kapitän – 4:32
5. Die Kinder von Izieu – 6:24
6. Selig sind die Verrückten – 6:00
7. Meine Freundin, meine Frau – 4:56
8. Ich liebe Dich – 3:04
9. Leb wohl, adieu, gute Nacht – 5:33
10. Das Etikett – 6:23
11. Hauptbahnhof Hamm – 3:17
12. Über den Wolken – 4:50
13. Ohne Dich – 4:58
14. Das kleine Mädchen – 4:57